# Okres Liberec
Der Okres Liberec (deutsch: Bezirk Reichenberg) ist ein Bezirk im Liberecký kraj (Region Reichenberg) in Tschechien. Die Okresy waren bis zur Auflösung der Bezirksverwaltungen am 31. Dezember 2002 in etwa vergleichbar mit den Landkreisen in Deutschland, stellen heute jedoch keine eigenständigen Verwaltungseinheiten mehr dar.
Der Bezirk befindet sich in Nordböhmen und erstreckte sich vom Jeschkengebirge bis zum Isergebirge.
179.921 Bewohner (Stand 1. Januar 2023) leben auf einer Fläche von 989 km² in 59 Gemeinden mit 247 Ortsteilen. In den neun Städten leben 85 % der Bevölkerung. Der Bezirk gehört zu den am dichtesten besiedelten Bezirken Tschechiens. 42 % der Fläche sind bewaldet, 48 % können landwirtschaftlich genutzt werden.
Die Region Liberec ist stark industrialisiert. Die wichtigsten Branchen bilden Metallverarbeitung, Maschinenbau, Textil- und kunststoffverarbeitende Industrie sowie immer mehr Automobilzulieferer. Durch den starken Einbruch in der Textilindustrie gingen viele Arbeitsplätze und Exportmärkte verloren. Die Arbeitslosenquote beträgt 9,2 % und liegt damit immer noch unter dem Landesschnitt, trotzdem ist sie die höchste im Liberecký kraj. Der Bruttolohn liegt unter dem Landesschnitt.
Durch seine Lage bietet der Bezirk ein ganzjähriges Programm für Touristen.
Neben dem Wintersport etabliert sich immer mehr der Wandertourismus, hinzu kommen einige kulturelle und historische Sehenswürdigkeiten. Am Fuß des Isergebirges befinden sich zahlreiche Moorgebiete, in Český Dub befinden sich Objekte der Volksarchitektur, bei Frýdlant Schlösser und Burgen.
Am 1. Januar 2007 erweiterte sich der Bezirk um die Stadt Jablonné v Podještědí und die Gemeinde Janovice v Podještědí aus dem Okres Česká Lípa.

## Städte und Dörfer
(Städte sind fett markiert)
1. Bílá (Bilai)
2. Bílý Kostel nad Nisou (Weißkirchen a. d. Neiße)
3. Bílý Potok (Weißbach)
4. Bulovka (Bullendorf)
5. Cetenov (Zetten)
6. Černousy (Tschernhausen)
7. Český Dub (Böhmisch Aicha)
8. Čtveřín (Stwerschin)
9. Dětřichov (Dittersbach)
10. Dlouhý Most (Langenbruck)
11. Dolní Řasnice (Rückersdorf)
12. Frýdlant (Friedland)
13. Habartice (Ebersdorf)
14. Hejnice (Haindorf)
15. Heřmanice (Hermsdorf)
16. Hlavice (Hlawitz)
17. Hodkovice nad Mohelkou (Liebenau)
18. Horní Řasnice (Bärnsdorf a. d. Tafelfichte)
19. Hrádek nad Nisou (Grottau)
20. Chotyně (Ketten)
21. Chrastava (Kratzau)
22. Jablonné v Podještědí (Deutsch Gabel)
23. Janovice v Podještědí (Johnsdorf)
24. Janův Důl (Johannesthal)
25. Jeřmanice (Hermannsthal)
26. Jindřichovice pod Smrkem (Heinersdorf a.d. Tafelfichte)
27. Kobyly (Kobil)
28. Krásný Les (Schönwald)
29. Kryštofovo Údolí (Christofsgrund)
30. Křižany (Kriesdorf)
31. Kunratice (Kunnersdorf)
32. Lázně Libverda (Bad Liebwerda)
33. Lažany (Laschan)
34. Liberec (Reichenberg)
35. Mníšek (Einsiedel i. Isergebirge)
36. Nová Ves (Neundorf)
37. Nové Město pod Smrkem (Neustadt a. d. Tafelfichte)
38. Oldřichov v Hájích (Buschullersdorf)
39. Osečná (Oschitz)
40. Paceřice (Patzerschitz)
41. Pertoltice (Berzdorf b. Friedland)
42. Pěnčín (Pientschin)
43. Proseč pod Ještědem (Proschwitz a. Jeschken)
44. Příšovice (Prischowitz)
45. Radimovice (Radimowitz)
46. Raspenava (Raspenau)
47. Rynoltice (Ringelshain)
48. Soběslavice (Sebeslawitz)
49. Stráž nad Nisou (Alt Habendorf)
50. Světlá pod Ještědem (Swetla)
51. Svijanský Újezd (Aujest b. Swijan)
52. Svijany (Swijan)
53. Sychrov (Sichrow)
54. Šimonovice (Schimsdorf)
55. Višňová (Böhmisch Weigsdorf)
56. Vlastibořice (Wlastiborschitz)
57. Všelibice (Schellwitz)
58. Zdislava (Schönbach)
59. Žďárek (Scharchen)